# Гибель броненосца «Ильмаринен»

Финский броненосец береговой обороны «Ильмаринен»

Гибель броненосца «Ильмаринен» — потеря флотом Финляндии в результате подрыва на мине одного из двух броненосцев береговой обороны «Ильмаринен», произошедшая 13 сентября 1941 года.

## Последний поход броненосца
В сентябре 1941 года немецкие войска начали серию операций по захвату Моонзундских островов. При этом союзной немцам Финляндии отводилось проведение демонстративной операции «Нордвинд», отвлекающей от места основной высадки. Для этого было сформировано соединение финского флота с участием немецких кораблей:
- броненосец «Ильмаринен» — водоизмещение 3,9 тыс. т; 4×254-мм, 8×105-мм орудий;
- броненосец «Вяйнямёйнен» — аналогично;
- минный заградитель «Брумер» (немецкий) — 1,3 тыс. т; 4×105-мм орудия;
- вооружённый ледокол «Яаакарну» — 4,8 тыс. т; 4×102-мм орудия;
- вооружённый ледокол «Тарма» — 2,3 тыс. т; 3×120-мм орудия;
- транспорт «Аранда» — 600 т;
- буксиры «Тайфун» и «Мокаун» (немецкие);
- сторожевые катера VMV-1, VMV-14, VMV-15, VMV-16;
- катера-тральщики VP-304, VP-305, VP-308, VP-313, VP-314.

План операции «Нордвинд» предполагал обстрел западного побережья острова Хийумаа (Даго) у маяка Ристна и высадку там тактического десанта (пехотный батальон).
13 сентября 1941 года в 10:45 броненосцы «Ильмаринен» и «Вяйнямёйнен», стоявшие в шхерах южнее Турку, снялись с якоря и во второй половине дня прибыли к месту сбора соединения юго-восточней острова Утё.
В 17:50, после того, как с тральщиков доложили, что фарватер свободен от мин, эскадра двинулась по фарватеру к Утё, через час прошла мимо острова и взяла курс на юг, в сторону открытого моря. Хотя минные поля на большом удалении от берега считались маловероятными, броненосцы поставили параваны, все боевые посты были в готовности.
Головным в строю кораблей двигался «Ильмаринен» под флагом командующего Прибрежным флотом ВМС Финляндии капитана 1-го ранга Э. Рахола, следом за флагманским кораблем на расстоянии в 900 м шёл «Вяйнямёйнен». По правому и левому борту броненосцев сопровождали по два сторожевых катера. Далее с большим отрывом двигались немецкие минный заградитель «Брумер» и буксиры в окружении финских катеров-тральщиков; последними шли ледоколы и транспорт. Корабли держали ход в 11 узлов, их строй растянулся на 5 миль. На море была умеренная зыбь, небо покрывали тучи, но видимость была хорошая.
В 19:00 начало смеркаться, но корабли не зажигали огней. В 19:50 «Ильмаринен» повернул на юго-запад. Колонна последовала за ним, отдельные корабли в темноте были плохо различимы. В 20:30, когда эскадра удалилась от Утё на 24 мили, с «Ильмаринена» подали сигнал о готовности к новой смене курса. Броненосец начал поворот направо и в этот момент у его левого борта в районе кормового трапа ниже бронепояса произошёл мощный взрыв.
Огненный столб взметнулся выше мачты. «Ильмаринен» подбросило вверх, затем броненосец стал быстро оседать с креном на левый борт. Тем не менее, корабль сохранял ход и управление. Чтобы справиться с креном, командир корабля капитан 2-го ранга Р. Гёрансон дал команду: «Малый ход, право руля!» Руль был повернут на 15°, потом на 20°, однако это не спасло ситуации. Крен быстро нарастал. Через четыре минуты после взрыва «Ильмаринен» накренился на 45°, а через шесть минут лег на левый борт, боевой марс на мачте коснулся воды. Затем броненосец стремительно перевернулся; части команды, собравшейся на правом борту, удалось перебраться на киль. Через восемь минут после взрыва «Ильмаринен» исчез под водой. Он затонул в точке с координатами 59°27′ с. ш. 21°15′ в. д. на глубине 90 м. Из находившихся на броненосце 403 человек было спасено из воды 132, в том числе командир корабля и командующий флотом. Погибших было 271 человек — 13 офицеров, 11 мичманов, 65 старшин и 182 матроса.
Сразу после гибели «Ильмаринена» финское корабельное соединение прекратило выполнение боевой задачи и легло обратным курсом к Турку. Операция «Нордвинд» оказалась сорванной.

## Дискуссия о принадлежности мины
Финские средства информации, сообщив о гибели «Ильмаринена», заявили, что «причину взрыва точно установить не удалось». Впрочем, практически сразу единственной версией стал подрыв броненосца на установленной на его пути противокорабельной мине. Бытующая иногда версия о сорванной с якоря и свободно дрейфующей мине опровергается характером взрыва; плавающая мина взорвалась бы в районе ватерлинии, на бронепоясе, и не вызвала бы таких разрушений.
Совинформбюро в вечерней сводке от 21 сентября 1941 года объявило: «Финский броненосец береговой обороны „Ильмаринен“ в Финском заливе, атакованный нашими кораблями, напоролся на мины и затонул». В вечерней сводке от 24 сентября дополнительно сообщалось: «За последнее время советские моряки потопили 14 немецких транспортов и кораблей и один финский броненосец».
Однако какого-либо указания на конкретное боевое судно или соединение, которые провели атаку или минную постановку, приведшую к гибели финского броненосца, не последовало.
Это дало основания для распространённых в зарубежной литературе утверждений, что «Ильмаринен» стал жертвой инцидента с немецкой или финской миной.
Для СССР было обычно общее указание, что «Ильмаринен» подорвался на советской мине. Однако в ряде случаев высказывались предположения о том, кто мог выполнить данную минную постановку. Наиболее распространённой в советской литературе была версия, что финский броненосец стал жертвой противокорабельной мины, выставленной советскими катерами-охотниками с базы Ханко (Гангут).
Катера-охотники с Ханко
Финские броненосцы береговой обороны активно участвовали в боевых действиях против советской базы на полуострове Ханко, обстреливая её из орудий главного калибра. При этом броненосцы находились вне сферы действия береговых батарей. Советской авиации также не удавалось отыскать и уничтожить скрывавшиеся в шхерах корабли противника. Единственным способом борьбы с броненосцами у гарнизона оставалось выставление минных заграждений с имевшихся на базе 7 катеров типа «малый охотник» под командованием капитана 2 ранга М. Д. Полегаева. Во время выходов в море катера-охотники брали на борт 2-3 мины, которые ставились по ночам на фарватерах и местах возможных якорных стоянок в шхерных районах, где были замечены финские броненосцы. Как правило, мины ставились банками, то есть каждый катер выставлял свои 2-3 мины в одном месте. Всего катерами с Ханко было выставлено 400 мин.
Авторы многих работ по обороне Ханко считали, что подрыв «Ильмаринена» произошёл на одной из таких мин.
Однако следует учитывать, что минные постановки с Ханко преследовали, прежде всего, цели обеспечить безопасность района вокруг собственно базы. Мина же, подорвавшая «Ильмаринен», была установлена на значительном удалении от Ханко, вне обычного района действия катеров «эскадры Полегаева». К тому же при крайне ограниченном запасе мин на базе представляется сомнительной малорезультативная практика их точечного (не на фарватерах) выставления в открытом море.
Бывший командующий советскими войсками на Ханко С. И. Кабанов в своих мемуарах допускал гибель «Ильмаринена» на минах Гангута, но указывал, что катера из Ханко могли использовать только имевшиеся на базе устаревшие, маломощные мины, едва ли способные потопить броненосец, хотя при взрыве нескольких мин в принципе это было возможным. Кабанов склонялся к тому, что «Ильмаринен» подорвался на минах, выставленных авиацией Балтийского флота.
Бомбардировщики Балтийского флота
В июне — июле 1941 года бомбардировщиками ДБ-3 из 3-й и 4-й эскадрилий 1-го минно-торпедного авиационного полка BBC Балтфлота (командир Е. Н. Преображенский), действовавшими с баз под Ленинградом, было выставлено на фарватерах юго-западнее Турку 56 контактных авиационных мин: 19 мин типа МАВ-1 и 37 мин типа АМГ-1.
Минные постановки в тот период выполнялись советской авиацией неточно, и часто клались за пределами фарватера, что объясняет появление подорвавшей «Ильмаринен» мины в открытом море. Если устаревшие советские авиамины типа МАВ-1 (100 кг взрывчатого вещества) имели сравнительно малую мощность и не представляли серьёзную опасность для крупного корабля, то новейшие мины АМГ-1 (250 кг взрывчатого вещества) вполне могли стать причиной гибели финского броненосца. За принадлежность мины, потопившей «Ильмаринен» к типу АМГ-1 говорит и то, что район подрыва броненосца является почти предельным по глубине (90 м) для установки мин с катеров, но при применении новых беспарашютных авиационных мин необходима была, напротив, большая глубина в районе минирования.
Аргументом против этой версии служит, в первую очередь, незначительное количество мин, выставленных летом 1941 года советскими самолётами вблизи Турку. Подрыв «Ильмаринена» на одной из этих авиамин был бы очень большой удачей для советских морских лётчиков.
Минные заградители «Марти» и «Урал»
23 июля 1941 года вышедшие из Таллина советские минные заградители «Марти» (командир — капитан 1-го ранга Н. И. Мещерский) и «Урал» (капитан 2-го ранга И. Г. Карпов) в сопровождении лидеров «Минск», «Ленинград», эсминцев «Маркс», «Артем» и «Володарский» выставили в устье Финского залива, оборонительное минное заграждение Центральной минно-артиллерийской позиции (ок. 750 мин разных типов).
Это заграждение, охватывавшее в том числе район будущего подрыва «Ильмаринена», указывается как возможная причина гибели финского броненосца.
Впрочем, эффективность спешно выставленного в начале войны заграждения вызывала у специалистов сомнения. О заграждении с самого начала стало известно противнику, который имел время и возможности вытралить мины. Плотность минного заграждения была невелика, а мины выставлялись на слишком большую глубину. Впрочем, последнее обстоятельство делало их опасными как раз для глубокосидящих броненосных кораблей, в том числе — «Ильмаринена».
Пограничные катера из Таллина
Согласно ещё одной версии, финский броненосец взорвался на мине, поставленной катерами истребительного отряда, базировавшегося в Таллине (бывший дивизион пограничных кораблей). В июле 1941 г. эти катера под командованием ст. лейтенанта Я. Т. Резниченко выставили вблизи финского побережья около 150 мин, на одной из которых, по мнению его биографов, и погиб вражеский броненосец.
Против этой версии говорит, прежде всего, большая удалённость от Таллина района подрыва «Ильмаринена». Катера отряда Резниченко минировали шхерные районы ближайшего к ним южного побережья Финляндии, в основном — подходы к Хельсинки
Торпедные катера с Моозунда
30 июля 1941 г. торпедные катера военно-морской базы Моозундского архипелага ТКА-134, ТКА-144, ТКА-174 и ТКА-184 выставили на шхерном фарватере у о. Утё 6 мин типа М-26 (250 кг взрывчатого вещества) и 4 малых мины Р-1.
Малое количество мин, хотя и поставленных вблизи места гибели «Ильмаринена», делает сомнительным факт подрыва броненосца именно на них. Более обоснованным выглядит версия уничтожения «Ильмаринена» на минах, выставленных в том же районе пять дней спустя сторожевыми кораблями из Таллина.
Сторожевые корабли «Циклон» и «Снег»
5 августа 1941 года сторожевые корабли «Циклон» и «Снег», выйдя из Таллина в сопровождении двух тральщиков и двух катеров-охотников, выставили на южных подходах к о. Утё 60 мин типа М-26.
Следует учитывать, что минные заграждения, выставленные советскими торпедными катерами и сторожевыми кораблями, находились на значительном удалении от места гибели «Ильмаринена» — на выходе фарватера в шхерах, а не в открытом море.
Тем не менее, недавно произошедшее с финским броненосцем получило аргументированное объяснение. Вероятно, при прохождении шхерного фарватера «Ильмаринен» подсёк, а затем подцепил одну из советских мин своим левым параваном, на котором тащил её под водой на протяжении около 7,5 миль. При повороте на правый борт мина была подтянута к борту и взорвалась (подобного рода происшествия были зафиксированы во время войны с советскими кораблями).
В случае признания факта гибели «Ильмаринена» на советской мине, финский броненосец береговой обороны становится крупнейшим вражеским боевым кораблем, потопленным оружием советского военно-морского флота в годы Великой Отечественной войны (немецкий броненосец «Шлезиен», добитый авиацией Балтийского флота в мае 1945 года, в момент уничтожения был уже посажен на мель).
Для общего хода войны потопление финского ББО не имело серьёзного значения, не оказало оно и значительного психологического воздействия в период тяжёлых военных неудач, переживаемых СССР. Однако сам по себе факт уничтожения броненосца «Ильмаринен» является одним из самых значительных успехов русского флота в XX веке, сопоставимым с уничтожением японских броненосцев «Хацусэ» и «Ясима» у Порт-Артура в 1904 году.